# Webstuhl

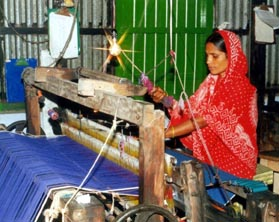
Indischer Handwebstuhl

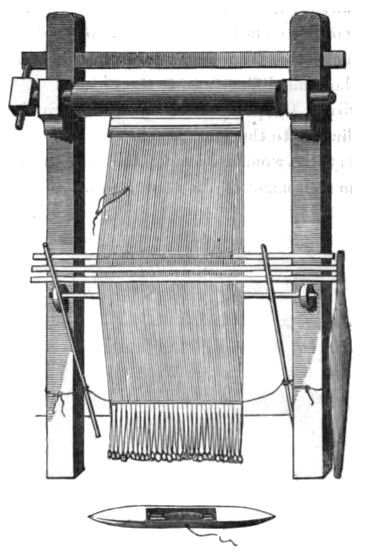
Isländischer Gewichtswebstuhl

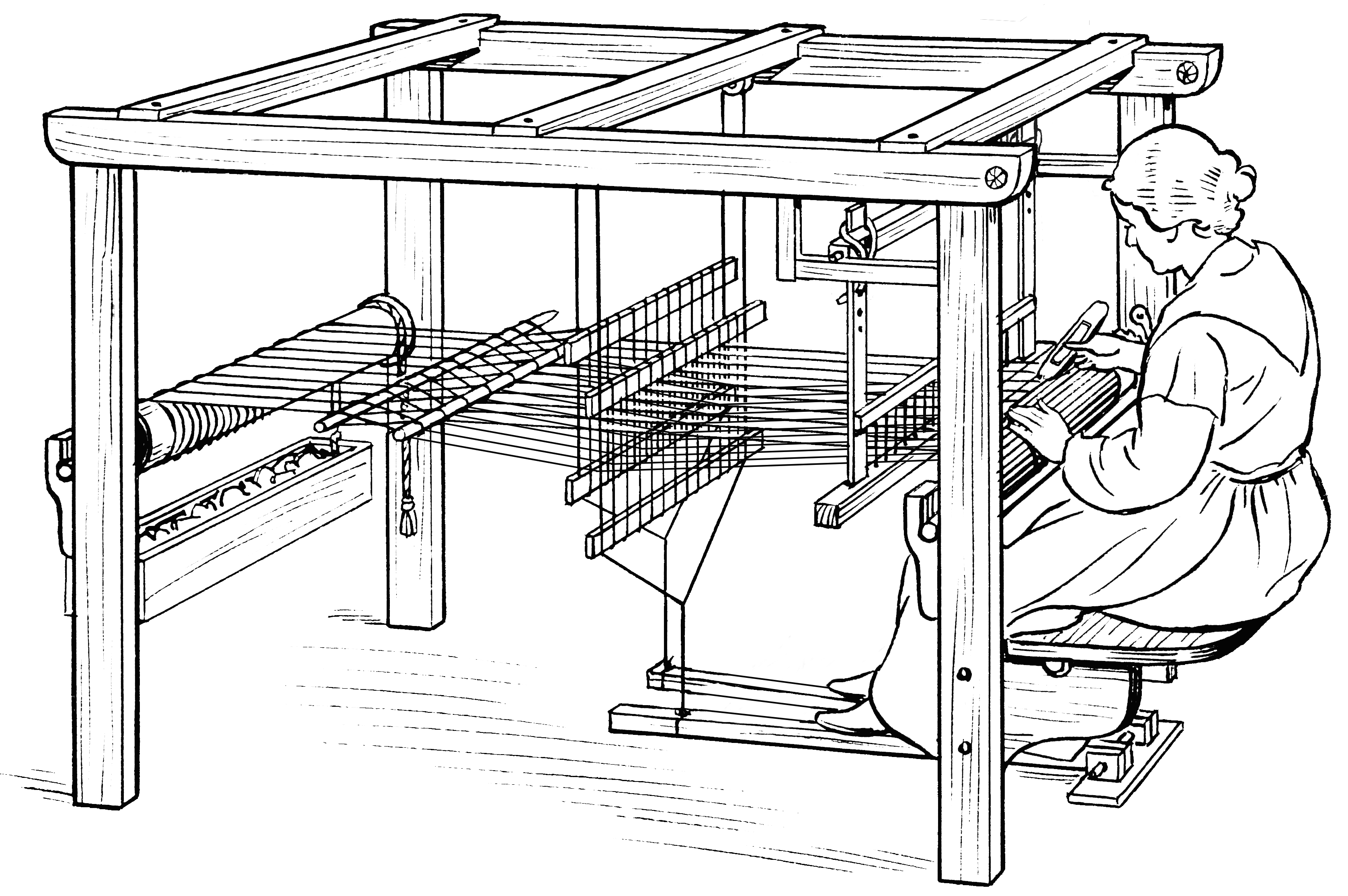
Arbeit am Trittwebstuhl

Ein Webstuhl ist eine mechanische Vorrichtung zur Herstellung von Geweben. Nach DIN ISO 5247-1 ist die Bezeichnung „Webstuhl“ einer von Hand getriebenen Webeinrichtung vorbehalten. Tatsächlich benutzt man jedoch in der Umgangssprache und oft auch in der Fachliteratur den Ausdruck Webstuhl für alle Webeinrichtungen einschließlich Webmaschinen.

## Geschichte
Da die Vorläufer unserer Webstühle aus vergänglichen Materialien bestanden, gibt es kaum Zeugnisse über deren Aussehen. Man ist folglich auf frühgeschichtliche Texte, bildliche Darstellungen und Ausgrabungen angewiesen. Obwohl zuverlässige Angaben fehlen, wird angenommen, dass man die Kette ursprünglich waagerecht aufspannte, dann zur senkrechten Anordnung überging und schließlich wieder zur waagerechten zurückkehrte. Manche Forscher sehen aber den senkrechten Gewichtswebstuhl als ältestes Webgerät an. Dieser Webstuhl war zwar sehr weit verbreitet, ob diese Konstruktion aber älter ist als der besonders bei den Nomaden anzutreffende Pflockwebstuhl oder der vor allem in China schon früh nachweisbare Rückenband- oder Hüftwebrahmen, lässt sich ebenfalls nicht exakt beantworten.
Die Existenz von Webtechniken kann indirekt bereits für das 6. vorchristliche Jahrtausend nachgewiesen werden, da Gewebe im anatolischen Çatalhöyük gefunden wurden. Auch die ab etwa 6000 v. Chr. übliche Keramikbemalung, die sich von Anatolien über Südosteuropa (Sesklo-, Karanowo-, Starčevo-Kultur) bis nach Mitteleuropa (Linearbandkeramik) ausbreitete, weist manchmal geometrische Muster auf, wie sie für Web- oder Flechttechniken typisch sind.
An Fundstellen dieser Kulturen wurden auch keramische Webgewichte für Gewichtswebstühle gefunden. Der aufrecht stehende Gewichtswebstuhl fand schon früh in verschiedenen Regionen eine weite Verbreitung. Die Germanen und Kelten stellten in Mitteleuropa während der Eisenzeit Gewebe darauf her. Ein Beweis für die Verwendung des Gewichtswebstuhls in den Regionen nördlich der Alpen existiert in Form einer Vasenzeichnung aus der Hallstattzeit, die in Sopron, Ungarn, gefunden wurde. Dieser Webstuhltyp lässt sich auch in Griechenland, auf Kreta, auf Zypern und Vorderasien nachweisen. Darstellungen auf Vasen aus dem 6.–4. vorchristlichen Jahrhundert belegen dies. Vermutet wird dieser Webstuhl sogar auch für Alt-China, aber die Hinweise darauf sind äußerst spärlich.
Die älteste Abbildung eines horizontalen Webrahmens ist eine Ritzzeichnung auf der Innenseite einer Keramikschale vom Fundplatz Badari (Ägypten), sie wird auf etwa 4400 v. Chr. datiert. Die Schale (Badari, Grab 3802) ist zusammen mit etwa gleich alten Leinresten im Londoner Petrie Museum of Egyptian Archaeology ausgestellt. Aus dem Mittleren Reich (2137–1781 v. Chr.) in Ägypten, das zeitlich etwa mit der Frühbronzezeit in Mitteleuropa übereinstimmt, gibt es aus dem Grab des Meketre eine Modellszene, die das Weben mit horizontalen Webrahmen zeigt. Dieses Webgerät wurde aber nicht nur in Ägypten genutzt, sondern stammt wahrscheinlich ursprünglich aus dem nördlichen Teil des Fruchtbaren Halbmondes, von wo es sich auch bis nach Indien ausbreitete.

In China war der Rückenband- oder Hüftwebrahmen vermutlich das erste Webgerät, das auch zu der horizontalen Webtechnik gehört. Dabei wurden die Kettfäden zwischen zwei parallel angeordneten Holzstäben gespannt. Der „Kettbaum“ wurde an einem Pfosten oder Baum fest gemacht, der „Warenbaum“ war an einem Gurt, den die Weberin um die Hüfte gelegt hatte, befestigt. Durch die Bewegung des Körpers konnte die Kette gelockert oder gespannt werden. Statt der Befestigung an einem Objekt konnte ein am Boden sitzender Weber den Kettbaum auch mit den Füßen gehalten werden. In Ländern Indochinas und in Japan ist der Rückenbandwebstuhl ebenso nachgewiesen wie bei den Ureinwohnern Südamerikas. Aber in China ergaben sich schon für die Zeit der Streitenden Reiche (475–221 v. Chr.) und die Han-Zeit erste Hinweise auf die Nutzung eines Schrägwebstuhls mit Trittvorrichtungen, an dem der Weber mit den Füßen durch das Treten auf Pedale (Tritte), die mittels Schnüren verbundenen Schäfte und die darin eingezogenen Kettfäden hoben und senkten und so das Webfach bildeten. Die Webleistung konnte erheblich verbessert werden.
In Europa erfolgte die Einführung des Trittwebstuhls wahrscheinlich ab dem 11. Jahrhundert. Eine grundlegende Änderung der Webtechnik bis etwa zur Mitte des 18. Jahrhunderts erfolgte nicht mehr. Der „fliegende Schütze“, den der Engländer John Kay 1733 erfand, steigerte die Geschwindigkeit des Webers auf etwa das dreifache (ca. 40 Schuss pro Minute) gegenüber dem von Hand geworfenen Schützen. Dabei wird das Schiffchen mit sogenannten Treibern durch das Webfach „geschossen“. Die Treiber befinden sich an beiden Seiten des Webstuhls im Schützenkasten, verbunden mit einer Schnurvorrichtung. Der Weber bringt durch einen ruckartigen Zug an der Schnur den Treiber in Bewegung.
Edmond Cartwright hat im Jahr 1785 mit der Erfindung des sogenannten power loom die erste mechanisierte Webmaschine konstruiert. Die bisher ausschließlich verwendeten (Hand-)Webstühle wurden insbesondere in den Industrieländern verhältnismäßig schnell durch Webmaschinen ersetzt. Ein fünfzehnjähriger Junge konnte angeblich zwei Webmaschinen bedienen und brachte so etwa die dreieinhalbfache Leistung gegenüber einem Handweber.

## Aufbau eines Flachwebstuhls

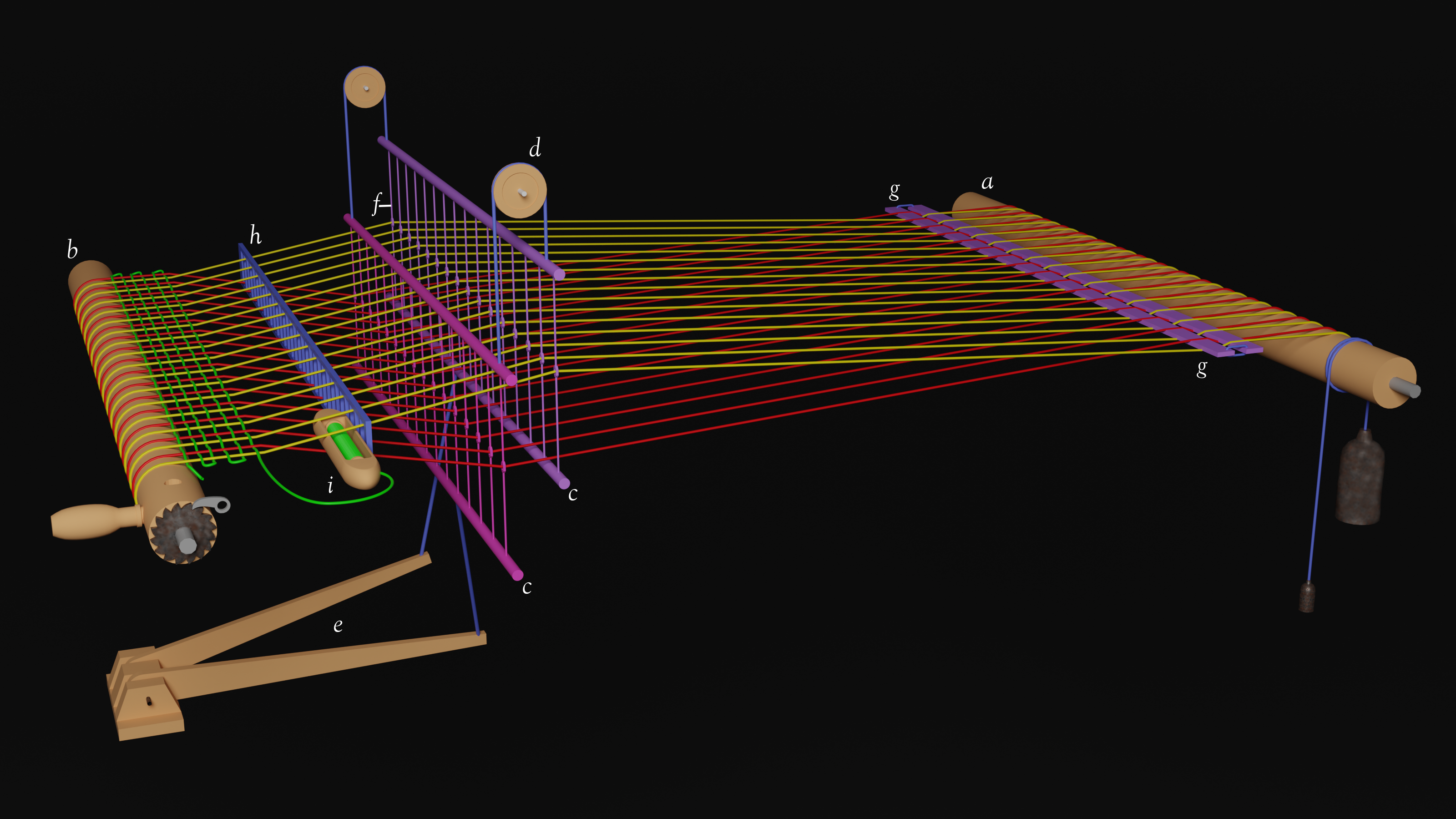
Schema eines Flachwebstuhls. Die Walze rechts (a) ist der Kettbaum. Die Walze links (b) ist der Warenbaum, auf den das fertige Gewebe aufgerollt wird.

Bei einem Flachwebstuhl verlaufen die Kettfäden waagerecht. Sie werden vom Kettbaum (a) abgewickelt und zum Warenbaum (b) transportiert. In der Mitte des Webstuhls sind zwei Schäfte (c) quer zu den Kettfäden angeordnet. Jeder Schaft besteht aus einer oberen und einer unteren waagerechten Tragschiene, die mit Drähten verbunden sind. An jedem Schaft ist eine Reihe von Litzen (f) senkrecht aufgehängt. Durch die sogenannten Augen (Öffnungen) in der Mitte der Litzen verlaufen die Kettfäden.
Durch die Mechanik wird jeweils ein Schaft angehoben und gleichzeitig der andere Schaft gesenkt. Mit den Schäften werden zugleich die Litzen und damit auch die Kettfäden auf und ab bewegt: Während ein Kettfaden angehoben wird, werden die benachbarten Kettfäden gesenkt. Dadurch wird die Kette (Gesamtheit der Kettfäden) gespreizt und bildet ein Fach für den Schützen (i), auch „Schiffchen“ genannt. Durch den Schuss mit dem Schiffchen wird der Schussfaden quer zu den Kettfäden eingetragen (anschauliches Video: siehe ).
Das Weberblatt (h) befindet sich zwischen den Schäften und dem Warenbaum. Nach jedem Schuss wird das Weberblatt in Richtung Warenbaum bewegt. Das Weberblatt drückt dadurch den neu eingetragenen Schussfaden an das schon fertige Gewebe an und presst die Fäden aneinander.
Eine ähnliche Darstellung desselben Aufbaus befindet sich auch unter Aufbau und Funktionsweise einer einfachen Webmaschine.
Das Funktionsprinzip eines Webstuhls kann durch den Nachbau als Open-Source-Hardware dokumentierter Webstühle wie OHLOOM praktisch veranschaulicht werden.

## Webstuhl seit 2000

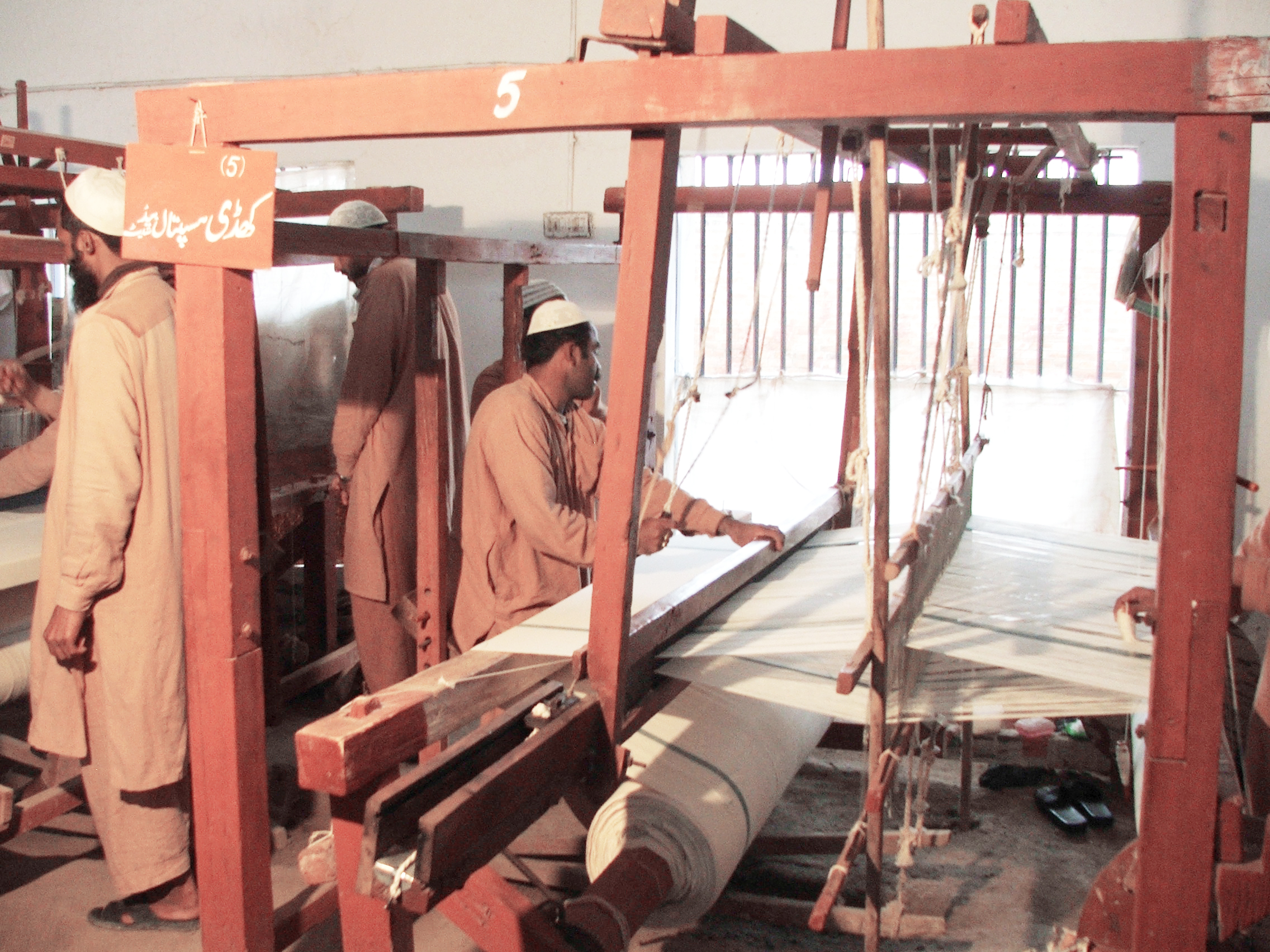
Pakistanische Gefängnisinsassen bei der Arbeit an Webstühlen (2010)

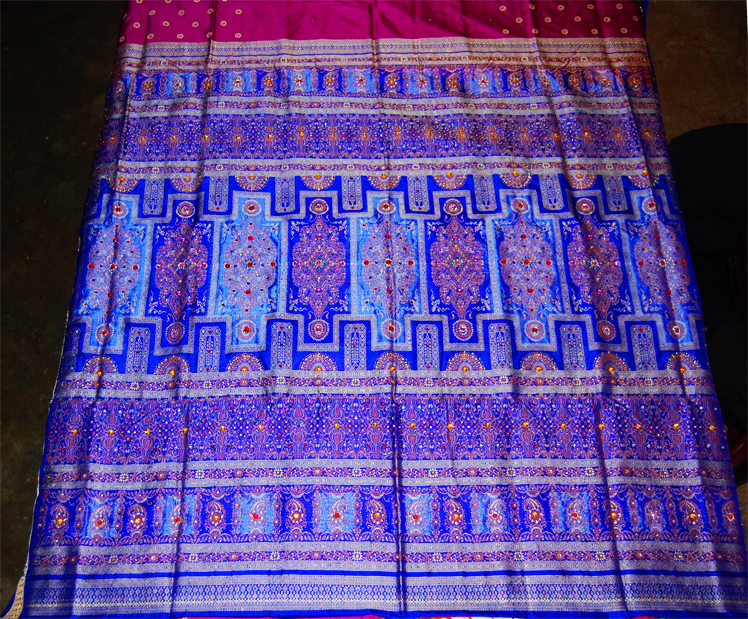
Handgewebter indischer Sari

- In einigen Entwicklungsländern sind immer noch mehr Handwebstühle als Webmaschinen für gewerbliche Zwecke im Betrieb. In Indien wurden im Jahr 2010 auf ca. 2,4 Millionen Handwebstühlen (über 80 % Anteil an der weltweiten Kapazität) mehr als 7 Milliarden m² Gewebe produziert.[23] Neue Webstühle werden in Indien für etwa 1000 Euro angeboten.[24]
- In Europa gibt es nur noch Designer-Webwerkstätten für exklusive Erzeugnisse.[25]
- Beschäftigung von Betreuten in karitativen und erzieherischen Anstalten.[26]
- Privatpersonen betreiben Handweben als Hobby.